# Gradiente barométrico
El gradiente barométrico o de presiones es producido por las diferencias de presión en el seno de un fluido. En meteorología el gradiente barométrico hace referencia a la variación de la presión atmosférica. Este gradiente suele expresarse en función de las fuerzas báricas, derivadas de la variación en la presión, y que son perpendiculares a las isobaras, líneas de presión constante.
A medida que aumenta el gradiente de presión los vientos son más fuertes, si el gradiente oscila entre 1 o menos milibares indica vientos suaves, mientras que un gradiente de 4, 5 o más milibares indica que los vientos son fuertes.